# کاروانسرای دو در
کاروانسرا دو در مربوط به دوره قاجار است و در استان یزد، شهر یزد، بلوار امامزاده جعفر، محله گودال مصلی (کوچه پشت سید) واقع شده و این اثر در تاریخ ۲۷ اسفند ۱۳۸۷ با شمارهٔ ثبت ۲۶۳۵۰ به‌عنوان یکی از آثار ملی ایران به ثبت رسیده‌است.